# Хархачаев, Гасан Шахрудинович
Гаса́н (Хаса́н ) Шахруди́нович Хархача́ев (12 ноября 1996, Нечаевка, Кизилюртовский район, Дагестан, Россия) — российский самбист и дзюдоист, призёр чемпионатов России по боевому самбо.

## Биография
Уроженец села Нечаевка Кизилюртовского района Дагестана. Является младшим братом самбиста Паши Хархачаева. Является воспитанником махачкалинской СШОР им. Г. А. Ахмедова, занимается под руководством тренеров Махача Магомедова и Сайдамина Садуева. 28 февраля 2021 года в Оренбурге завоевал бронзовую медаль чемпионата России. В середине августа 2023 года в Москве стал бронзовым призёром Всероссийских соревнований по дзюдо памяти заслуженного тренера России Владлен Андреева. В начале октября 2023 года стал обладателем «Кубка Раиса» по самбо в Казани. В начале ноября 2023 года в Каспийске одержал победу на чемпионате Дагестана по боевому самбо памяти Героя России Адильгерея Магомедтагирова. В середине ноября 2023 года победил на Всероссийском турнире по дзюдо памяти маршала Советского Союза Дмитрия Устинова в городе Коврове в абсолютной весовой категории. В начале декабря 2023 года в городе Кстово Нижегородской области, Хархачаев стал серебряным призером Кубка России в весовой категории свыше 98 кг. 6 марта 2024 года в Брянске стал бронзовым призёром чемпионата России по боевому самбо.

## Спортивные достижения
- Чемпионат России по самбо 2021 — ;
- Кубок России по самбо 2023 — ;
- Чемпионат России по самбо 2024 — ;